# Potentilla anadyrensis
Potentilla anadyrensis är en rosväxtart som beskrevs av Sergei Vasilievich Juzepczuk. Potentilla anadyrensis ingår i Fingerörtssläktet som ingår i familjen rosväxter. Inga underarter finns listade i Catalogue of Life.